# Ranoidea (geslacht)
Ranoidea is een geslacht van kikkers uit de familie Pelodryadidae.
Het geslacht werd voor het eerst wetenschappelijk beschreven door Johann Jakob von Tschudi in 1838. De groep werd lange tijd tot de familie boomkikkers (Hylidae) gerekend. In de literatuur wordt daarom vaak de verouderde situatie vermeld.
Er zijn 74 soorten, die leven in Australië en delen van Azië zoals in Nieuw-Guinea en Indonesië.

## Soorten
- Ranoidea alboguttata
- Ranoidea andiirrmalin
- Ranoidea aruensis
- Ranoidea auae
- Ranoidea aurea – Gouden boomkikker
- Ranoidea australis
- Ranoidea barringtonensis
- Ranoidea becki
- Ranoidea bella
- Ranoidea booroolongensis
- Ranoidea brevipes
- Ranoidea brongersmai
- Ranoidea bulmeri
- Ranoidea caerulea – Koraalteenboomkikker
- Ranoidea callista
- Ranoidea cavernicola
- Ranoidea chloris
- Ranoidea citropa
- Ranoidea cryptotis
- Ranoidea cultripes
- Ranoidea cyclorhynchus
- Ranoidea dahlii
- Ranoidea daviesae
- Ranoidea dayi
- Ranoidea dorsivena
- Ranoidea elkeae
- Ranoidea eschata
- Ranoidea eucnemis
- Ranoidea exopthalmia
- Ranoidea fuscula
- Ranoidea genimaculata
- Ranoidea gilleni
- Ranoidea gracilenta
- Ranoidea graminea
- Ranoidea impura
- Ranoidea jungguy
- Ranoidea kroombitensis
- Ranoidea kumae
- Ranoidea lesueurii
- Ranoidea longipes
- Ranoidea lorica
- Ranoidea macki
- Ranoidea maculosa
- Ranoidea maini
- Ranoidea manya
- Ranoidea moorei
- Ranoidea myola
- Ranoidea nannotis
- Ranoidea napaea
- Ranoidea novaehollandiae
- Ranoidea nudidigita
- Ranoidea nyakalensis
- Ranoidea occidentalis
- Ranoidea pearsoniana
- Ranoidea phyllochroa
- Ranoidea piperata
- Ranoidea platycephala
- Ranoidea pratti
- Ranoidea raniformis
- Ranoidea rara
- Ranoidea rheocola
- Ranoidea rivicola
- Ranoidea robinsonae
- Ranoidea rueppelli
- Ranoidea sauroni
- Ranoidea serrata
- Ranoidea spenceri
- Ranoidea spinifera
- Ranoidea splendida
- Ranoidea subglandulosa
- Ranoidea vagitus
- Ranoidea verrucosa
- Ranoidea wilcoxi
- Ranoidea xanthomera